# Вінцентас Сладкявічус
Вінцентас Сладкявічус (лит. Vincentas Sladkevičius; 20 серпня 1920, Гуроніс, Кайшядориський район, Литва — 28 травня 2000, Каунас, Литва) — литовський кардинал, маріанин. Титулярний єпископ Абори. З 14 листопада 1957 — 28 червня 1988. Єпископ-помічник Кайшядориса з 14 листопада 1957 по 15 липня 1982. Апостольський адміністратор Кайшядориса з 15 липня 1982 по 10 березня 1989. Архієпископ Каунаса з 10 березня 1989 по 4 травня 1996. Голова Конференції католицьких єпископів Литви у 1988—1993. Кардинал-священик з титулом церкви «Спіріто-Санто-ала-Феррателла» з 28 червня 1988.

## Раннє життя і священство
Народився в родині фермерів Міколаса Сладкявічуса та Урсули Каваляускайте, був наймолодшим із п'яти дітей. Закінчив Каунаську духовну семінарію та Богословський факультет Каунаський університет.
25 березня 1944 — рукопокладений в сан священика. У 1944—1959 здійснював душпасторську роботу в єпархії Кайшядориса, працював викладачем та префектом досліджень та дисципліни Каунаської семінарії.

## Єпископ
З 14 листопада 1957 — 15 червня 1982 — єпископ-помічник Кайшядориса.
З 14 листопада 1957 — 28 червня 1988 — титулярний єпископ Абори.
25 грудня 1957 таємно рукопокладений у Бірштонасі Теофілюсом Матульонісом у сан єпископа.
1963—1982 — фактично перебував під домашнім арештом.
З 15 червня 1982 по 10 березня 1989 — апостольський адміністратор Кайшядориса.

## Кардинал
1988—1993 — голова Конференції католицьких єпископів Литви.
З 28 червня 1988 — кардинал-священик з титулом церкви Спіріто-Санто-алла-Феррателла.
З 10 травня 1989 по 4 травня 1996 — архієпископ–митрополит Каунаса.
З 28 листопада по 14 грудня 1991 був присутній на спеціальній асамблеї Всесвітнього синоду єпископів Європи (Ватикан).
28 травня 2000 помер у Каунасі. Похорон відбувся 1 червня 2000 у катедральному соборі Каунаса.

## Нагороди
- Кавалер Великого хреста ордена Вітовта Великого (21 серпня 1998)[1]